# El Cid

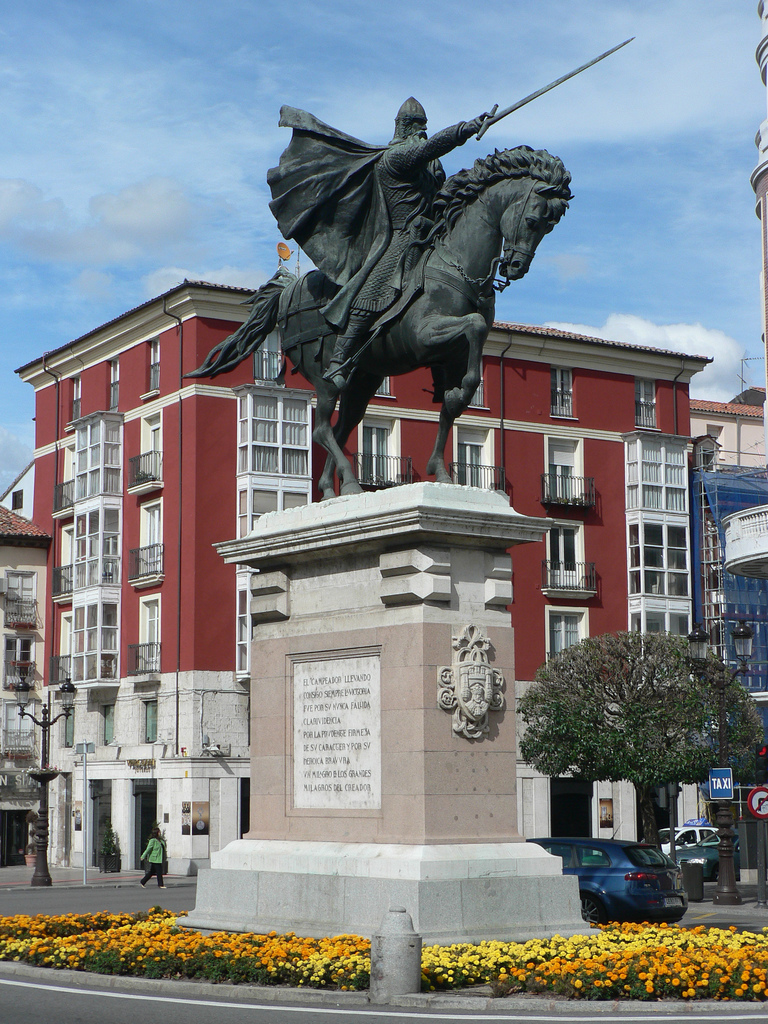
Tượng của El Cid ở Burgos, thủ phủ thuộc Vương quốc của vua Sancho II và nơi Cid phục vụ trong những năm đầu.

Rodrigo Díaz de Vivar (1043 - 10 tháng 7 năm 1099), hay còn gọi là El Cid Campeador (phát âm tiếng Tây Ban Nha: [el θið kampeaˈðor], "Lãnh chúa-bậc thầy của nghệ thuật quân sự"), là một nhà quý tộc, lãnh đạo quân sự và nhà ngoại giao người Castilia. Bị trục xuất bởi vua Alfonso VI của León và Castile, El Cid đã chỉ huy một lực lượng người Moor bao gồm người Muladi, Berber, người Ả Rập và Malian, dưới quyền của Yusuf al-Mu'taman ibn Hud, vua của người Hồi giáo Moor của thành phố Zaragoza phía đông bắc Al-Andalus, và người kế nhiệm, Al-Mustain II.
Sau khi người Thiên chúa giáo bị đánh bại tại trận Sagrajas, El Cid đã được gọi về phục vụ lại cho Alfonso VI, và chỉ huy một quân đội Kitô giáo và Moor, mà ông sử dụng để tạo ra thái ấp riêng của mình trong thành phố Valencia của người Moors ven biển Địa Trung Hải.
El Cid sau đó hy sinh trong một trận đánh chống lại sự xâm lược của vương triều Hồi giáo Almoravid vào năm 1099 nhưng người vợ của ông đã để xác El Cid lên yên ngựa và cho chạy ra trận để cổ vũ tinh thần quân sĩ (vốn tưởng ông còn sống) và làm hoảng sợ tinh thần của đối thủ, nhờ vậy quân của ông đã đánh đuổi được kẻ thù ra biển.

## Tên gọi
El Cid là biệt hiệu, tên đầy đủ của ông là Rodrigo (hoặc Ruy) Díaz de Vivar trong đó Rodrigo Díaz là tên, Vivar là địa điểm nơi ông sinh ra tại vùng Burgos, cái tên de Vivar cho thấy ông là một bá tước. Rodrigo Díaz de Vivar được hiểu là Rodrigo Díaz bá tước xứ Vivar.
Cái tên "El Cid" (tiếng Tây Ban Nha: [el 'θid]) xuất phát từ chữ el (có nghĩa là "the") trong thổ ngữ Arập hoặc Tây Ban Nha và từ tiếng Ả Rập سيد sîdi hoặc sayyid, có nghĩa là "Lãnh chúa" hay "Ngài". Biệt hiệu Campeador có nghĩa là "Người chiến thắng" hay "quán quân" (theo âm tiếng Anh là Champion) do người Tây Ban Nha đặt vì khâm phục sức mạnh và tài nghệ chiến đấu của ông.

### Nguồn gốc

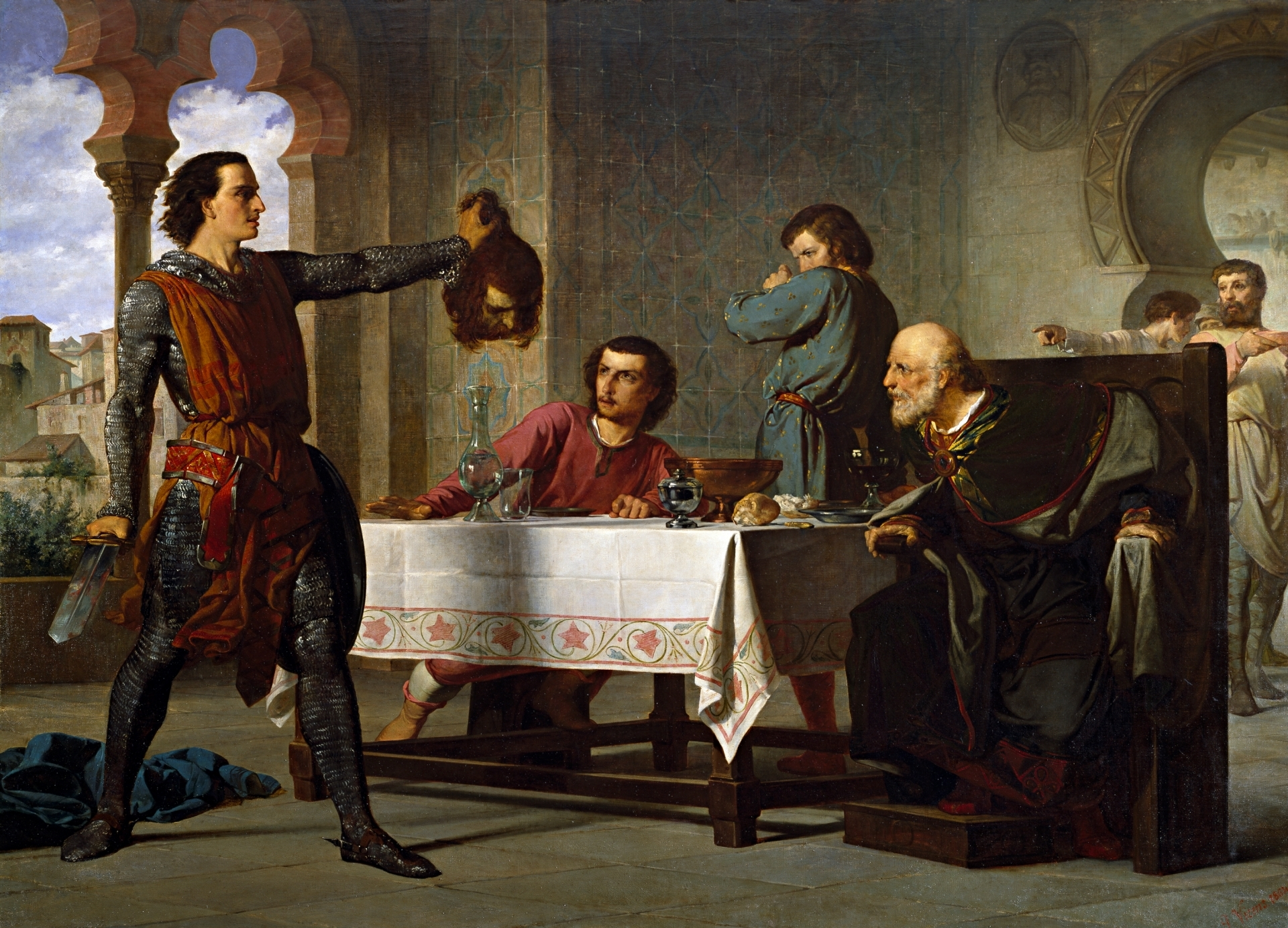
ElCid và thủ cấp của đối thủ

### Phục vụ vua Sancho II

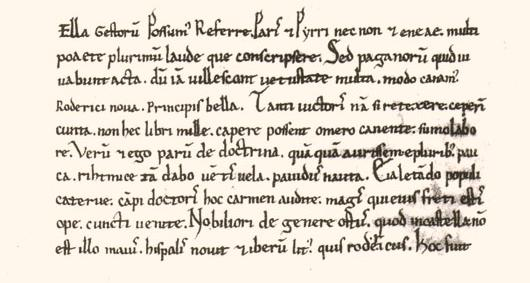
Đoạn đầu tiên của Carmen Campidoctoris, tác phẩm văn học đầu tiên về cuộc sống của El Cid, được viết bởi một đảng phái Catalan để ăn mừng Cid đánh bại Berenguer Ramón.

### Chinh phục Valencia

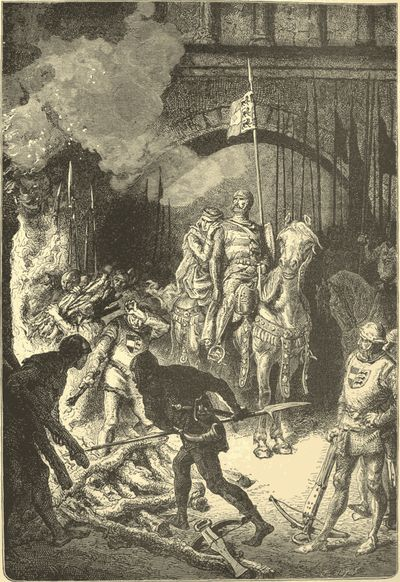
Lập quốc ở Valencia

## Cuộc đời và sự nghiệp

Chữ ký của El Cid: Ego Ruderico, "I, Rodrigo".